# آتش‌سوزی ۲۰۲۱ جنگل‌های یونان
آتش‌سوزی جنگل‌های یونان از اوایل اوت ۲۰۲۱ در چندین منطقه از یونان شروع شده بود که باعث مرگ ۲ نفر شد. در جریان یک موج گرمای تاریخی برای کشور با بالاترین درجه حرارت به ۴۷٫۱ درجه سلسیوس (۱۱۶٫۸ درجه فارنهایت) حداقل ۲۰ نفر دیگر مجروح شدند و ده‌ها خانه‌ها در آتش سوختند و مقامات چندین روستا و شهر را تخلیه کرده‌اند. به گزارش بی‌بی‌سی نیوز، یونان گرم‌ترین روزهای تابستانی را در سی سال اخیر تجربه می‌کند.
بزرگترین آتش‌سوزی‌های جنگلی در آتیکا، المپیا ، مسنیا و مخرب‌ترین آنها در شمال ایوبیه بوده‌است که کشتی‌ها حدود ۲۰۰۰ نفر را از آنجا خارج کرده‌اند. تا کنون در این آتش‌سوزی ۹۳۰۰۰ هکتار زمین زراعی سوخته‌است.

## بررسی علل
تا ۷ اوت، ۳ نفر به دلیل آتش‌سوزی در مناطق مربوطه آتن، کالاماتا و مرکز یونان بازداشت شده‌اند. در ۹ اوت، دادستان دیوان عالی یونان، واسیلیوس I. پلیوتاس، خواستار تحقیق دربارهٔ طرح احتمالی آتش‌سوزی سازمان یافته از سوی یک سازمان جنایتکار پس از آتش‌سوزی در کشور در هفته گذشته شد. دادستان دیوان عالی به «فعالیت جنایی سازمان یافته عمدی» اشاره کرد که ممکن است در پشت آتش‌سوزی‌هایی باشد که در چند روز گذشته چندین منطقه از یونان را به آتش کشید. تا ۹ اوت، پلیس ۱۹ نفر را در نقاط مختلف یونان به اتهام آتش‌سوزی دستگیر کرده‌است. تا دهم اوت، ۳ نفر به دلیل آتش زدن زندانی شدند که آنها دو مرد یونانی، یکی برای آتش‌سوزی در پتروپولی و دیگری برای آتش زدن کریونری و یک زن افغان برای آتش‌سوزی در پدیون تو آرئوس بودند.

## واکنش‌ها
نخست‌وزیر یونان، کیریاکوس میتسوتاکیس با ابراز تاسف از این وضعیت، تأکید کرد که اولویت یونان نجات جان مردم است و علت این آتش‌سوزی را تغییرات آب و هوایی دانست. میتسوتاکیس همچنین روز دوشنبه، ۹ اوت، «به دلیل هرگونه ضعف» در مهار آتش‌سوزی‌های گسترده که بخشهای زیادی از جنگل‌ها را نابود کرده و صدها نفر را مجبور به تخلیه شهرک‌های متعدد در هفته گذشته کرده‌است، عذرخواهی کرد.
نیکوس هاردالالیاس، معاون وزیر حفاظت مدنی، در دهم اوت استعفای خود را انجام نداد. وی اظهار داشت: "استعفای همه مقامات دولتی در کشوی نخست وزیر است. مال من در بالای کشو است. دستگاه دولتی آنچه را که از نظر انسانی ممکن بود انجام داد. اما، البته، ما به چنین فاجعه‌ای راضی نیستیم. نخست وزیر شوکه شده‌است. همه ما باید از افرادی که جان خود را از دست داده‌اند عذرخواهی کنیم و ارزیابی می‌کنیم که آیا می‌توانیم کاری متفاوت انجام دهیم."

## کمک بین‌المللی
کشورهای زیر پیشنهاد کمک کردند:
- استرالیا – ۴ بالگرد[۱۹]
- اتریش – ۳۵ آتش‌نشان و ۱۱ ماشین[۲۰]
- کرواسی – ۱ هواپیما[۲۱]
- قبرس –۴۰ آتش‌نشان و ۲ هواپیما[۲۲]
- جمهوری چک – ۳۴ آتش‌نشان و ۱۳ ماشین[۲۰]
- مصر – ۳ هواپیما[۲۳]
- فرانسه – ۲۴۳ آتش‌نشان، ۵۹ ماشین و ۳ هواپیما[۲۲][۲۴]
- آلمان – ۲۱۶ آتش‌نشان و ۴۴ ماشین[۲۵]
- اسرائیل – ۱۶ آتش‌نشان و ۳ هواپیما[۲۱][۲۶]
- کویت – 45 آتش‌نشان، ۶ کامیون و تجهیزات آتش‌نشانی[۲۷]
- مولدووا – ۲۵ آتش‌نشان و ۴ ماشین[۲۰]
- لهستان – ۱۴۳ آتش‌نشان و ۵۶ کامیون[۲۳]
- قطر – 66 آتش‌نشان، ۳ خودرو و ۱ تیم جستجو و نجات[۲۰][۲۸]
- رومانی – ۱۱۲ آتش‌نشان و ۲۳ کامیون[۲۲][۲۹]
- روسیه –۲ بالگرد و ۲ هواپیما[۳۰]
- صربستان – 37 آتش‌نشان، ۱۴ نفر از اعضای واحد بالگرد، ۳ بالگرد و ۱۳ خودرو[۳۱]
- اسلواکی – ۷۵ بالگرد و ۳۰ ماشین[۳۲]
- اسپانیا – ۲ هواپیما[۲۳]
- سوئد – ۲ هواپیما[۲۲]
- سوئیس – ۳ بالگرد[۲۲][۲۱]
- ترکیه – ۲ هواپیما[۳۳]
- اوکراین – ۱۰۰ آتش‌نشان[۲۱]
- امارات متحده عربی – 1 گروه آتش‌نشان و تجهیزات اطفاء حریق[۲۰]
- بریتانیا – ۲۱ آتش‌نشان[۲۰]
- ایالات متحده آمریکا – ۱ هواپیما[۲۳]

سازمانهای بین‌المللی زیر به مهار آتش‌سوزی کمک کردند:
- اتحادیه اروپا – ۱ نفر در مقر دبیرخانه عمومی حفاظت مدنی[۳۴]
- ناتو – ۲۰ بالگرد[۳۵]